# Silvio Ceccato
Silvio Ceccato (Montecchio Maggiore, 25 gennaio 1914 – Milano, 2 dicembre 1997) è stato un filosofo e linguista italiano.
Filosofo irregolare, dopo aver proposto una definizione del termine "filosofia" e un'analisi dello sviluppo storico di questa disciplina, a partire dalla fine degli anni '40 ha preferito prenderne le distanze e perseguire la costruzione di un'opzione alternativa, denominata inizialmente "metodologia operativa" e in seguito "cibernetica della mente". Saggista prolifico, ha scritto numerosi libri, saggi, e articoli, rendendosi noto in particolare nel campo della cibernetica. Pur ottenendo notevole successo di pubblico con i suoi libri, riscosse scarso successo negli ambienti scientifici e filosofici accademici. Fu tra i primi in Italia ad interessarsi alla traduzione automatica di testi, settore in cui ha fornito importanti contributi scientifici. Negli anni sessanta sperimentò anche la relazione tra cibernetica e arte in collaborazione con il Gruppo V di Rimini.
Studioso della mente, intesa come l'insieme delle attività che l'uomo svolge per costituire i significati, memorizzarli ed esprimerli, ne propose un modello in termini di organo - funzione, scomponendo quest'ultima in fasi provvisoriamente elementari di un ipotetico organo, e nelle loro combinazioni in sequenze operazionali, in parte poi designate dalle parole e dalle frasi, o da altri codici utilizzati nei rapporti sociali. Su questi argomenti pubblicò 21 volumi e centinaia di saggi.
Insieme a Vittorio Somenzi e Giuseppe Vaccarino, fondò ed animò la "Scuola Operativa Italiana", il cui patrimonio di pensiero è tuttora oggetto di studio e ricerca, sia in Italia che all'estero.

## Biografia
Studiò Giurisprudenza, violoncello e composizione musicale. Nel 1949 fondò (insieme a Vittorio Somenzi e Giuseppe Vaccarino) la rivista internazionale Methodos, che proseguì le pubblicazioni fino al 1964.
Nel 1956 progettò e costruì Adamo II, un prototipo illustrativo della successione di attività proposte come costitutive dei costrutti mentali da lui chiamati "categorie mentali" per analogia e in omaggio a Kant. Fu libero docente di Filosofia della scienza a Milano. Diresse il Centro di Cibernetica e di Attività Linguistiche dell'Università degli Studi di Milano dalla sua fondazione, nel 1957, fino al suo passaggio allo IULM.

## Pensiero
Un tecnico tra i filosofi, così intitolò i due volumi apparsi nelle Edizioni Marsilio di Padova, rispettivamente nel 1964 e nel 1966 con i rispettivi sottotitoli: "Come filosofare" (vol. I ) e "Come non filosofare" (Vol. II).

## Opere
- Il linguaggio con la Tabella di Ceccatieff, Actualités Scientifiques et Industrielles, Éditions Hermann, Paris, 1951
- Adamo II, Congresso Internazionale dell'Automatismo, Milano, 8-13 aprile 1956, pp. 1–8
- Linguistic analysis and programming for mechanical translation, Gordon & Breach, New York, 1961
- Un tecnico fra i filosofi, Marsilio, Padova, 1962/1964
- Cibernetica per tutti, Feltrinelli, Milano, 1968
- Corso di linguistica operativa, Longanesi, Milano, 1969
- Il gioco del Teocono, All'Insegna del Pesce d'Oro, Milano, 1971
- La mente vista da un cibernetico, ERI, Torino, 1972 (testo online)
- La terza cibernetica. Per una mente creativa e responsabile, Feltrinelli, Milano, 1974
- Monografia Valerio Miroglio, Ed. Priuli&Verlucca, Ivrea, 1979
- Ingegneria della felicità, Rizzoli, Milano, 1985
- La fabbrica del bello, Rizzoli, Milano, (1987)
- (insieme a Carlo Oliva) Il linguista inverosimile, Mursia, Milano, 1988
- Contentezza e intelligenza, Rizzoli, (1989)
- Mille tipi di bello, Stampa alternativa, Viterbo, 1995
- C'era una volta la filosofia, Spirali, Milano 1996
- Il maestro inverosimile, Bompiani, Milano, II edizione 1972 (CL 04-0355-5)